# 편모충류

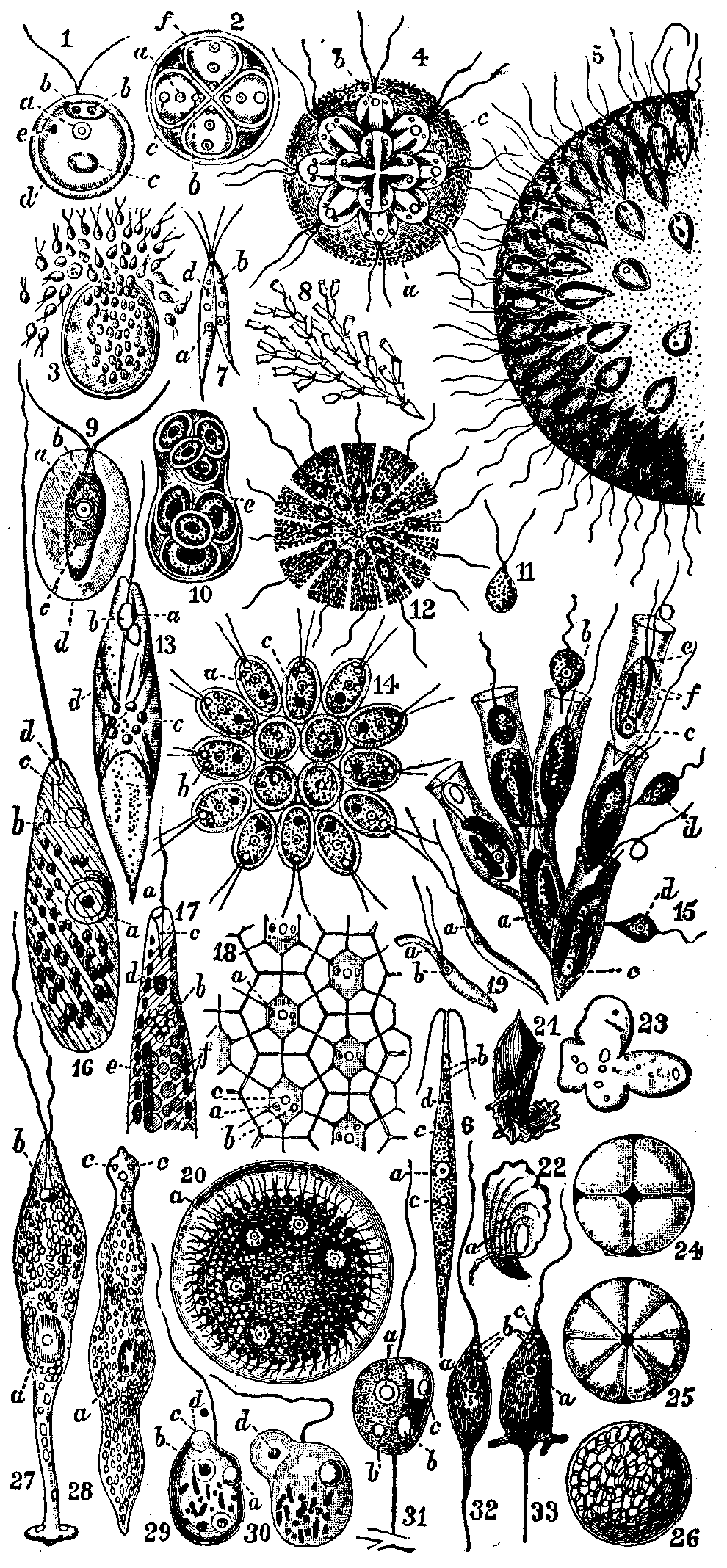
브리태니커 백과사전의 편모충류 그림

편모충류(鞭毛蟲類, Flagellate)는 생활사의 어느 시기에 하나 또는 여러 개의 편모를 가지는 무리로서, 색소체를 가지는 식물성 편모충류(유글레나 등)와 색소체가 없는 동물성 편모충류(클라미도모나스·볼복스·트리파노소마·야광충 등)로 구분된다.

## 참고 자료
- 이 문서에는 다음커뮤니케이션(현 카카오)에서 GFDL 또는 CC-SA 라이선스로 배포한 글로벌 세계대백과사전의 내용을 기초로 작성된 글이 포함되어 있습니다.